# Puig Sellers
El Puig Sellers és una muntanya de 191 metres que es troba al municipi de Llagostera, a la comarca del Gironès.